# Newroz FC
Newroz FC (Newroz Football Club) är en svensk fotbollsklubb i Bredäng som bildades den 6 juni 2008 av ett antal kurdiska entusiaster. Herrlaget började i Division 7 vid denna tidpunkt och har sedan klättrat snabbt uppåt i seriesystemet för att år 2018 spela i Division 2 Södra Svealand. Den nuvarande sportchefen är Daniel Acat och huvudtränare är Mohammed Kadirzada. 
Dessutom ställer föreningen upp med ett damlag från och med 2018, som då inträder i Division 5. Huvudtränare är Mohammed i Khamani. 
Hemmamatcherna spelas på Bredängs BP (idrottsplats).

## Tränare
- Mohammed Kadirzada 2023-
- Stefan Segerfalk 2022-2023
- Anatoli Ponomarev 2021-2022
- Califa Dekhil 2020-2021
- Carlos Banda 2019
- Johan Lönn 2019
- Giannis Tsombos 2018-2019
- Kaj Andersson 2016-2018
- Johan Lönn 2013-2015